# Hr.Ms. Cornelis Drebbel (1915)
De Hr.Ms. Cornelis Drebbel (HW 2, A 886) was een Nederlands depotschip voor de Nederlandse Onderzeedienst. Het schip, vernoemd naar Cornelis Drebbel de uitvinder van de eerste werkende onderzeeboot, werd gebouwd door de Haarlemse scheepswerf Conrad. Na de Duitse aanval op Nederland in 1940 viel de Cornelis Drebbel in handen van de Duitse bezetter. Na de Tweede Wereldoorlog werd het schip teruggevonden en als logementsschip in dienst genomen bij de Mijnendienst totdat het schip in 1972 uit dienst werd genomen en verkocht.
Een later hotelschip dat dienstdeed als opvang voor de bemanningen van onderzeeërs droeg ook deze naam. Het (motorloze) schip, dat eruitzag als een rechthoekige opgebouwde bak lag bij de Rotterdamse Droogdok Maatschappij (RDM) of bij Wilton Fijenoord. Beide scheepswerven onderhielden de verschillende klassen onderzeeërs.